# مجسمه‌های هومل
مجسمه‌های هومل (همچنین به عنوان مجسمه‌های MI Hummel یا Hummels شناخته می‌شوند) مجموعه ای از مجسمه‌های چینی بر اساس نقاشی‌های ماریا اینوسنتیا هومل هستند.

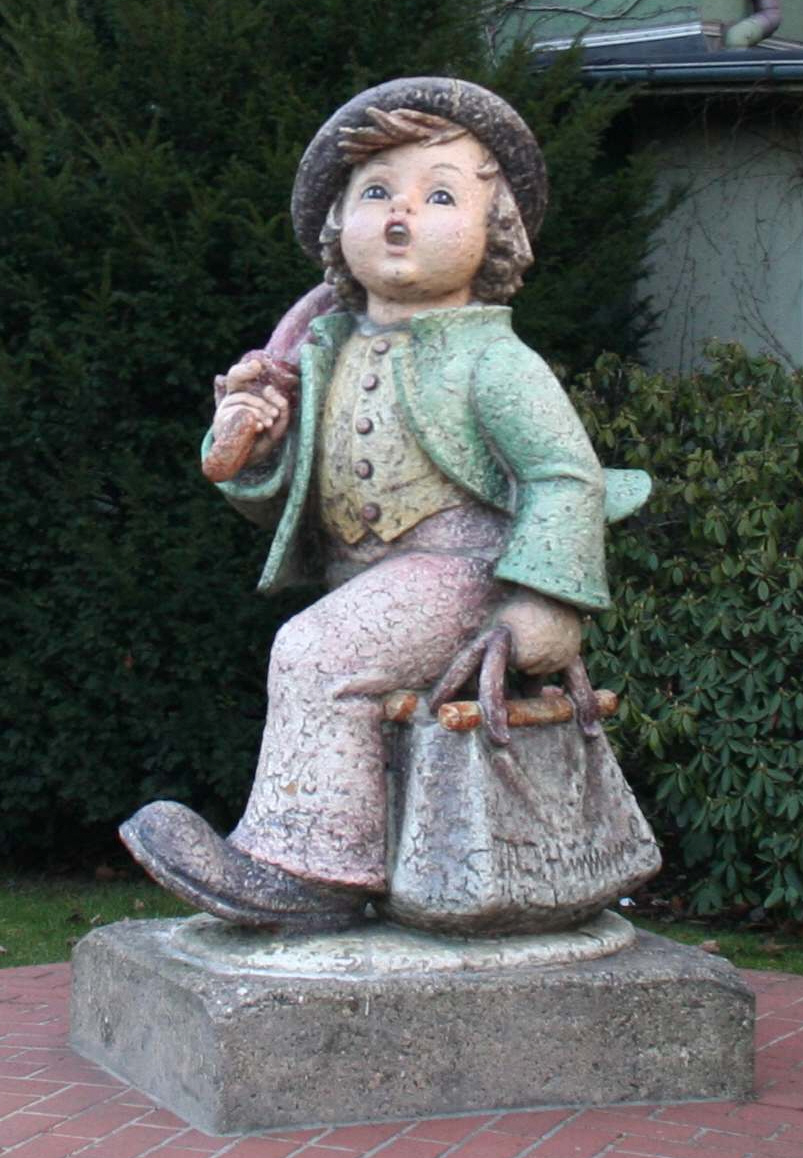
ساخت در اندازه واقعی مجسمه هومل "Merry Wanderer" در ورودی شرکت گوبل در رودنتال آلمان

## تاریخ
هنر طراحی ماریا اینوسنتیا هومل در دهه ۱۹۳۰ در آلمان و سوئیس شروع شد که عمدتاً نقاشی‌های شبانی یا پاستورال از کودکان بود. ناشر هنری آلمانی Ars Sacra در محبوبیت اولیه این هنر در کارت پستال نقش داشت. «کارت‌های هنری» هومل در سراسر آلمان محبوب شد و توجه فرانتس گوبل، سازنده چینی و رئیس W. Goebel Porzellanfabrik را به خود جلب کرد. گوبل حقوقی را به کسب کرد تا طراحی هومل را به مجسمه تبدیل کند و اولین خط تولید را در سال ۱۹۳۵ ایجاد کرد. این مجسمه‌ها در نمایشگاه تجاری لایپزیگ، یک نمایشگاه بزرگ اروپایی برای صنعت، معرفی شدند. گوبل به دلیل ارائه محصولات جدید و بدیع که توزیع کنندگان آمریکایی را به خود جلب کرد، شهرت داشت. تا پایان سال، ۱۹۴۶ نقوشماریا اینوسنتیا هومل در بازار آمریکا وجود داشت که در Marshall Field & Co در شیکاگو و سایر خرده‌فروشان فروخته می‌شد.
پس از پایان جنگ جهانی دوم، محبوبیت مجسمه‌های هومل افزایش یافت زیرا سربازان آمریکایی مستقر در آلمان غربی شروع به ارسال مجسمه‌ها به خانه کردند. نوستالژی مرتبط با مجسمه‌ها و خریدن آنها توسط سربازان آمریکایی باعث شد مجسمه‌های هومل به یک کالای کلکسیونی محبوب تبدیل شوند. هنگامی که مجسمه‌ها توسط سیستم ارتش PX فروخته شدند، محبوبیت حتی بیشتر شد. همان‌طور که سفر به اروپا رایج تر شد، مجسمه‌ها با ظاهر فولکلور خود اغلب به عنوان سوغاتی خریداری می‌شدند. در دهه ۱۹۷۰ بازار پررونق دلالی برای مجسمه‌های هومِل شکل گرفت و قیمت این مجسمه‌ها به شدت افزایش یافت. همچنین بشقاب‌های هومِل ساخته شده توسط شرکت گوبل، یک کالای برجسته در بورس برادفورد، یک تأمین کننده آمریکایی بشقاب‌های کلکسیونی بود. امروزه، مجسمه‌های ارائه شده شامل مجسمه‌های سنتی هومِل، نسخه‌های محدود ویژه، مجموعه مجسمه‌هایی با عناصر کریستال سواروسکی، سری Hope که بخشی از درآمد را به بنیاد ملی سرطان سینه آمریکا اهدا می‌کند، Annual Angels، و موارد دیگر می‌شود. در ایالات متحده، قیمت مجسمه‌های هومِل معتبر از کمی بیش از ۱۰۰ دلار برای مجسمه‌های ساده تا بیش از۱۰۰۰ دلار برای قطعات بزرگتر و پیچیده‌تر متغیر است. همچنین یک بازار دست دوم فعال برای مجسمه‌ها وجود دارد.
تولید مجسمه‌های هومِل توسط شرکت گوبل در اوایل سال ۲۰۰۹ توسط شرکت مانوفاکتور ردنتال با مدیریت یورگ کوستر ادامه یافت. پس از ورشکستگی مانوفاکتور ردنتال در سال ۲۰۱۳، یک تیم مدیریت بین‌المللی جدید در سال ۲۰۱۴ تجارت مجسمه‌سازی هومِل را به دست گرفت. تولید مجسمه در آلمان تحت شرکت Hummel Manufaktur GmbH ادامه یافت و توزیع در آمریکای شمالی توسط Newboden Brands انجام شد. مجسمه‌های هومِل همچنان در کارخانه اصلی در رودنتال آلمان تولید می‌شوند که از سال ۱۹۳۵ در آنجا ساخته شده‌اند. آنها هنوز با نظارت دقیق صومعه سیسن، جایی که ماریا اینوسنتیا هومل در آن زندگی و کار می‌کرد، ایجاد می‌شوند.
شرکت Hummel Manufaktur در سپتامبر ۲۰۱۷ نیز اعلام ورشکستگی کرد. در ۲۲ دسامبر ۲۰۱۷، خبر عمومی مبنی بر اینکه. برند فرتش، یک تاجر اهل کولباخ، قصد خرید Hummel Manufaktur را دارد، منتشر شد. برند فرتش اکنون می‌خواهد شرکت را تحت فرایند بازسازی قرار دهد. او قصد دارد تمرکز شرکت را بر فروش مستقیم و یک مفهوم گسترده جامعه‌محور بگذارد تا جامعه بزرگ کلکسیونرها را در این فرایند ادغام کند. تولید سالانه مجسمه‌ها از ۵۵۰۰۰ به ۲۰۰۰۰ کاهش می‌یابد. علاوه بر این، هیچ مجسمه ای کوچکتر از ده سانتی‌متر یا کمتر از ۱۰۰ یورو ساخته نخواهد شد.

## باشگاه MI Hummel
در سال ۱۹۷۷، باشگاه کلکسیونر گوبل در ایالات متحده تأسیس شد. در سال ۱۹۸۹، باشگاه در سطح بین‌المللی گسترش یافت و نام آن به باشگاه MI Hummel تغییر یافت. این باشگاه که هنوز در حال فعالیت است، مجموعه ای از مزایای عضویت از جمله مجله فصلی، INSIGHTS و مجسمه‌های انحصاری باشگاه را ارائه می‌دهد که فقط برای اعضا ایجاد شده است. هر ساله یک مجسمه هدیه رایگان برای کسانی که عضویت خود را تمدید می‌کنند ارسال می‌شود. کنوانسیون‌های باشگاه، برنامه سفر اروپایی و مزایای دیگر وجود دارد. شبکه ای از شعب محلی در سال ۱۹۷۸ سازماندهی شد و در سراسر آمریکای شمالی و جهان گسترش یافت. اعضای بخش محلی شخصاً برای به اشتراک گذاشتن دانش و دوستی ملاقات می‌کنند.